# 週刊つりニュース
週刊つりニュース（しゅうかんつりニュース）は、株式会社週刊つりニュースが発行する日本の釣り専門新聞。1965年（昭和40年）7月23日創刊。

## 概要
船釣り・磯釣り・堤防釣り・渓流釣りなど、地域や季節によって異なるさまざまなジャンルの釣り情報を取り扱う釣り専門新聞。地方別に関東版・関西版・中部版・西部版とわかれており、毎週月曜日に発売される。
- 関東版

関東エリア（東京・千葉・茨城・神奈川・静岡）の釣り情報を取り扱う。1965年に創刊した。
- 関西版

関西エリア（大阪・京都・和歌山・奈良・兵庫・福井・三重・徳島）の釣り情報を取り扱う。1976年に創刊され、2019年に休刊した。
- 西部

九州エリア（山口県を含む）の釣り情報を取り扱う。1984年に創刊した。
- 中部版

東海エリア（愛知・三重・岐阜・静岡）と北陸エリア（福井・石川・富山）の釣り情報を取り扱う。1988年に創刊した。

## 姉妹紙
姉妹紙にヘラブナ釣りに特化した専門新聞である週刊へらニュースが存在する。1983年（昭和58年）10月7日に創刊。

## 発行会社
株式会社週刊つりニュース (Weekly Fishing News ,Inc.) は東京都新宿区、愛知県名古屋市、大阪府大阪市、福岡県北九州市にそれぞれ拠点（本社）を置く日本の新聞社。「週刊つりニュース」「週刊へらニュース」の他、季節・魚種ごとの情報誌を発行する。かつては「週刊ルアー＆フライニュース」を発行していたが、2002年(平成14年)10月25日に廃刊した。地方ごとに釣れる魚種がことなることから、東京都・愛知県・大阪府・福岡県にそれぞれ拠点をもつ。また東京本社社屋は「釣り文化資料館」を併設しており、日本の伝統的な漁具・釣具を展示している。

## 書店
株式会社週刊つりニュースの東京本社ビル1階では、書店「サカナブックス (SAKANA BOOKS)」が営業している。魚の専門書店であり、同社が運営している。2022年5月30日にプレオープン、同年7月2日に公式オープンした。図鑑、料理本、絵本、小説など、水生生物に関する書籍を取り扱っており、約1,200冊の在庫がある。週刊つりニュースと週刊へらニュースの校了日である木曜日と金曜日を定休日としている。